# Pravda (Crimea)
|  | No s'ha de confondre amb Pravda. |

Pravda (en ucraïnès i en rus: Правда) és un poble de la República Autònoma de Crimea, a Ucraïna, que el 2014 tenia 1.474 habitants. Pertany al districte rural de Pervomàiske.